# فرانکلین چانگ دیاز
فرانکلین چانگ دیاز (به انگلیسی: Franklin Chang Díaz) فضانورد اهل کشور کاستاریکا است که در ۵ آوریل ۱۹۵۰ میلادی در سان خوزه (کاستاریکا) زاده شد. وی پس از اقامت مدت ۲۱۹۰ روز متوالی و بی‌وقفه در ایسگاه فضایی میر در مأموریت اس‌تی‌اس-۶۱-سی، اس‌تی‌اس-۳۴، اس‌تی‌اس-۴۶، اس‌تی‌اس-۶۰، اس‌تی‌اس-۷۵، اس‌تی‌اس-۹۱، اس‌تی‌اس-۱۱۱ حضور داشته‌است.